# 羅以禮
羅以禮，湖南桂陽人，明朝官員、進士出身。

## 生平
永樂十三年（1415年），中進士，授行人。迁户部郎中，升任西安府知府。因遭喪去職。守喪期滿，補紹興府知府，後再因喪離去。代替者不能稱職，百姓追思，乞求羅以禮復任。又擔任建昌府知府。隨後致仕。